# 쥐꼬리땃쥐
쥐꼬리땃쥐 또는 서아프리카긴꼬리땃쥐(Crocidura muricauda)는 땃쥐과에 속하는 포유류의 일종이다. 코트디부아르와 가나, 기니, 라이베리아 그리고 시에라리온에서 발견된다. 자연 서식지는 아열대 또는 열대 기후 지역의 습윤 저지대 숲이다. 서식지 감소로 멸종 위협을 받고 있다.